# شطيرة

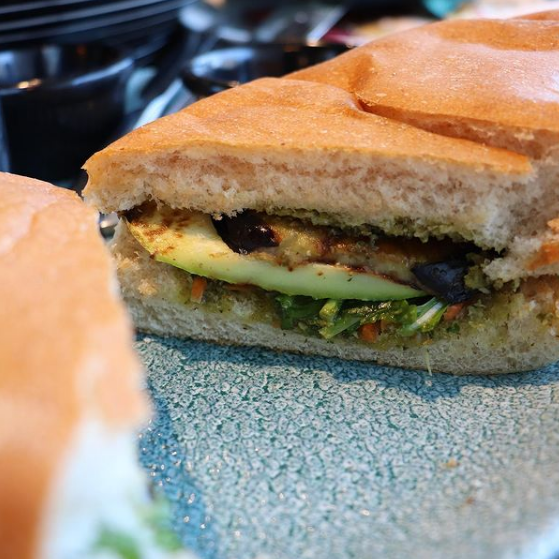
شطيرة خضار

الشطيرة أو الساندويتش أو الصندويشة (بالإنجليزية: Sandwich) أو (الكسكروط أو الكسكروت، عن الفرنسية) هي أسماء متعددة لشيء واحد هو أي طعام بالخبز يمكن تناوله على عجل باردا كان أو ساخنا، يتناولها المرء عادة في المكتب، أو على قارعة الطريق، إسكاتاً لجوعه، وقد يتناولها في الرحلات والأسفار مستعصياً بها عن الوجبات الدسمة المألوفة في البيوت والمطاعم.
تتكون الشطيرة عادة من من الخضار أو شرائح الجبن أو اللحم، يوضع فوق أو بين شرائح الخبز. بدأت الشطيرة كطعام محمول ومُتناولٍ باليد في العالم الغربي، ومع مرور الوقت أصبح منتشرًا في جميع أنحاء العالم. في القرن الحادي والعشرين، كان هناك جدل كبير حول التعريف الدقيق للساندويتش. وتحديدًا ما إذا كان يمكن تصنيف هوت دوغ أو الشطيرة المفتوحة على هذا النحو. في الولايات المتحدة، تعتبر وزارة الزراعة ووكالة إدارة الغذاء والدواء هي الوكالات المسؤولة.
تُباع السندويشات على نطاق واسع في العديد من منافذ البيع بالتجزئة ويمكن تقديمها ساخنة أو باردة. هناك كلا من السندوتشات المُتبّلة، مثل شطائر اللانشون، والسندويشات الحلوة، مثل شطيرة زبدة فول سوداني بالمربى.
سميت الشطيرة على اسم مخترعها المفترض، جون مونتاغيو. وصفتها صحيفة وول ستريت جورنال بأنها «أكبر مساهمة بريطانية في فن الأكل».

## تاريخ
يمكن القول إن المفهوم الحديث للشطيرة باستخدام شرائح الخبز كما هو موجود في الغرب يمكن إرجاعه إلى القرن الثامن عشر في أوروبا. ومع ذلك، فإن استخدام نوع ما من الخبز أو مادة شبيهة بالخبز تحت (أو تحت وفوق) بعض الأطعمة الأخرى، أو استخدامها لتغليف أو لف نوع آخر من الطعام، يعود إلى ما قبل القرن الثامن عشر، وقد وُجدت في العديد من الثقافات القديمة في جميع أنحاء العالم.
يقال إن الحكيم اليهودي القديم هليل الأكبر ‏ قام بلف لحم ذبيحة الفصح ‏ وأعشاب مارور ‏ في مصة (خبز مسطح غير مختمر) طرية خلال عيد الفصح بطريقة اللفافة الحديثة مصنوعة من الخبز المسطح.
خلال العصور الوسطى في أوروبا، كانت الألواح السميكة من الخبز الخشن والمُجلّد عادة تسمى "وعاء الخبز ‏" تستخدم كلوحات. بعد الوجبة، كان الوعاء الذي يتبقى فيه الطعام يُطعم للكلاب أو المتسولين على موائد الأثرياء، كما قد يتناوله رواد المطعم في ظروف معينة. تم العثور على مقدمة الطهي المباشرة ذات الصلة المباشرة بالشطيرة الإنجليزية في هولندا في القرن السابع عشر، حيث لاحظ عالم الطبيعة جون ري أن لحوم الأبقار في الحانات تتدلى من العوارض الخشبية «التي يقطعونها إلى شرائح رقيقة ووتُؤكل مع الخبز والزبدة».
في البداية كان يُنظر إلى الشطيرة على أنها طعام يشاركه الرجال أثناء اللعب والشرب في الليل، وبدأت تظهر ببطء في المجتمع المهذب كوجبة في وقت متأخر من الليل بين الطبقة الأرستقراطية. سُمّيت الشطيرة على اسم جون مونتاغيو، الأرستقراطي الإنجليزي من القرن الثامن عشر. يقال أنه أمر خادمه بإحضار لحم مدسوس بين قطعتين من الخبز. يقال بشكل عام أن اللورد ساندويتش كان مولعًا بهذا النوع من الطعام لأنه سمح له بمواصلة لعب الورق أثناء تناول الطعام، دون استخدام شوكة ودون تلطيخ أوراقه من أكل اللحوم بيديه العاريتين. وقد ورد في موسوعة المورد لمنير البعلبكي أنّه "قضى على مائدة القمار أربعاً وعشرين ساعة لم يَطْعَم خلالها غير شطائر من لحم بارد.
زادت شعبية الساندويتش في إسبانيا وإنجلترا بشكل كبير خلال القرن التاسع عشر، عندما أدى ظهور المجتمع الصناعي والطبقات العاملة إلى جعل الوجبات السريعة والمحمولة وغير المكلفة ضرورية. في لندن على سبيل المثال، كان ما لا يقل عن سبعين بائع متجول يبيعون شطائر لحم الخنزير بحلول عام 1850؛ خلال ذلك العقد، أصبح الساندويتش شكلاً هامًا من أشكال تناول الطعام في غرب هولندا، وعادةً ما كانت تُقدم شطائر الكبد واللحم البقري المملح.
في الولايات المتحدة، تم الترويج للشطيرة لأول مرة كوجبة على العشاء. بحلول أوائل القرن العشرين، عندما أصبح الخبز عنصرًا أساسيًا في النظام الغذائي الأمريكي، أصبح الساندويتش من الوجبات السريعة الشعبية، كما كان منتشرًا بالفعل في منطقة البحر الأبيض المتوسط.

## «ساندويتش» في اللغة
وفقًا للقصة، بعد طلب جون مونتاغيو الحصول على لحم بقر بين شريحتين من الخبز، بدأ أصدقاؤه في طلب «نفس الساندويتش». ظهر أول استخدام مكتوب للكلمة الإنجليزية في مجلة إدوارد جيبون، بخط طويل، مشيرًا إلى «قطع اللحم البارد» على أنها «ساندويتش».
قبل أن يُعرف باسم السندويتش، يبدو أن هذا المزيج الغذائي كان يُعرف ببساطة باسم «الخبز واللحم» أو «الخبز والجبن». تم العثور على هاتين العبارتين في الدراما الإنجليزية من القرنين السادس عشر والسابع عشر.
في الولايات المتحدة، قضت محكمة في بوسطن سنة 2006 بأن الشطيرة تحتوي على شريحتين على الأقل من الخبز، و "بموجب هذا التعريف، وجدت هذه المحكمة أن مصطلح" ساندويتش "لا يُفهم عمومًا على أنه يشمل البوريتو، وسندويشات التاكو والكويساديلا، والتي تُصنع عادةً من التُّرتية واحدة ومحشوة بحشو من اللحم والأرز والفاصوليا. حيث كان لمطعم آخر في عقد إيجاره بند "عدم منافسة" يحظر محلات "الساندويتش" الأخرى.
في إسبانيا، حيث تم استعارة كلمة «سندويتش» من اللغة الإنجليزية، تشير إلى مادة غذائية مصنوعة من خبز الساندويتش ‏ الإنجليزي. ومن المعروف على خلاف ذلك بوكاديلو. ينطبق الاستخدام المماثل في الثقافات الأخرى الناطقة بالإسبانية، مثل المكسيك، حيث تُستخدم كلمة تورتا ‏ أيضًا لمجموعة متنوعة شائعة من السندويشات من نوع اللفائف.
في المملكة المتحدة وأستراليا، يتم تعريف مصطلح ساندويتش بشكل أضيق مما هو عليه في الولايات المتحدة: فهو يشير عادةً إلى عنصر يستخدم شرائح خبز من رغيف في النصف، يشار إليها عمومًا باللفائف، أو برغر بحشوات ساخنة معينة. ومع ذلك، يُشار إلى شرائح اللحم البقري الساخنة (غير المطحونة) بين شريحتين من الخبز المحمص على أنها شطيرة ستيك: وهي شرائح الخبز التي تميز شطيرة اللحم عن البرجر..[بحاجة لمصدر]
يُشير فعل (to sandwich) في الإنجليزية إلى معنى «وضع أي شيء بين شيئين آخرين لهما طابع مختلف، أو وضع عناصر مختلفة بالتناوب»، والشطيرة الاسمية لها معاني مرتبطة مستمدة من هذا التعريف الأكثر عمومية. على سبيل المثال، تتكون شطيرة البوظة من طبقة من الآيس كريم بين طبقتين من الكعكة أو البسكويت. وبالمثل، توصف كريمات الأوريو وكريمة الكاسترد ‏ على أنها بسكويت ساندويتش (المملكة المتحدة، الكومنولث) أو بسكويت الشطائر (الولايات المتحدة) لأنها تتكون من حشوة ناعمة بين الطبقات المخبوزة. في تمويل الشركات، تُشير داتش ساندويتش ‏ و (Double Irish with a Dutch sandwich) إلى مخططات التهرب الضريبي.
كلمة (butty) التي تشير في الأصل إلى شريحة خبز بالزبدة، شائعة في بعض الأجزاء الشمالية من إنجلترا كمرادف عام لكلمة «ساندويتش»، خاصة للإشارة إلى أنواع معينة من السندويشات بما في ذلك زبدة الرقائق، وزبدة لحم الخنزير المقدد، أو زبدة السجق. (Sarnie) هي لغة عامية مماثلة. وبالمثل، تستخدم كلمة (sanger) لوصف شطيرة في العامية الأسترالية. قد تشير الكلمة العامية الاسكتلندية (piece) إلى شطيرة أو إلى وجبة خفيفة، خاصة تلك التي تحتوي على شطيرة. على سبيل المثال، تشير عبارة (jeely piece) إلى شطيرة مربى.

## التعريب
لفظ سندوتش شائع بين العرب وليس له في الأصل كلمة مرادفة بالعربي، ولعل «اللمجة» تقرب منه، ومع هذا فقد استعمل كبار الأدباء كعباس محمود العقاد ومصطفى المنفلوطي وإبراهيم عبد القادر المازني ونجيب محفوظ وغيرهم كلمة «الشطيرة» وجمعوها على شطائر. وفي العصر العباسي، شاع نوع من الأطعمة اسمه بزماورد وقيل أنه قريب لما يعرف اليوم بالساندويج.
وهناك قصة شائعة تقول أن إحدى المجامع اللغوية عرّبته «شاطر ومشطور وبينهما كامخ، أو طازج»، لكنها لا تصح، وقيل أن كلمة «الكامخ» تشير إلى كل ما يوضع داخل السندوتش. وجاء في قاموس لسان العرب باب كمخ: